# Bibliographie sur les sinogrammes
Il existe de nombreux ouvrages consacrés aux sinogrammes, sans compter les informations qu'apportent les méthodes de langue.

## Ouvrages généraux
- Viviane Alleton, L'écriture chinoise, Fayard, Paris, 2008 ;
- Edoardo Fazzioli, Caractères chinois, du dessin à l'idée, 214 clés pour comprendre la Chine, traduit de l'Italien par Monique Aymard (titre original Caratteri cinesi : dal disegno all'idea, 214 caratteri per comprendere la Cina), Flammarion, Paris, 1987 pour la traduction française, Arnoldo Mondadori Editore S.p.A., Milan, 1986 pour l'édition originale ;
- Jean François  Billeter, L'art chinois de l'écriture, éditions d'art Albert Skira, Genève, 1989 ;
- The World's Writing Systems, ouvrage collectif sous la direction de Peter T. Daniels et William Bright, partie IV, « East Asian Writing Systems », Oxford University Press, New York, 1996 ;
- John Defrancis, The chinese language: fact and fantasy, 1986 (réédition), University of Hawaii press,  (ISBN 0-8248-1068-6);
- William C Hannas, Asia's orthographic dilemma, 1997, Honolulu, University of Hawai'i Press,  (ISBN 0-8248-1892-X).

## Origine de l'écriture
- Édouard Chavannes, « La divination par l’écaille de tortue dans la haute antiquité chinoise », Le Journal Asiatique, 1911, Sér.10, T. 17, pp. 127-137

## Dictionnaires
Outre les dictionnaires de langue d'usage courant, il peut être utile, pour étudier les sinogrammes et leur histoire, de consulter des dictionnaires de caractères indiquant l'origine des tracés ou les différentes variantes (caractères traditionnels ~ simplifiés, variantes graphiques anciennes, tracés calligraphiques).
- Dictionnaire Ricci de caractères chinois en deux tomes plus un index et suppléments, ouvrage collectif conduit par les Instituts Ricci de Paris et de Taïpei, éditions Desclée de Brouwer, Paris, 1999 ;
- 学生六体书法小字典 Xuéshēng liù tǐ shūfǎ xiǎo zìdiǎn « Petit dictionnaire de caractères classés selon les six styles [calligraphiques] pour l'étudiant », 北京大学出版社 Běijīng dàxué chūbǎnshè « Presses universitaires de Pékin », Pékin, 1994 ;
- 简化字繁体字对照实用小字典 Jiǎnhuàzì fántǐzì duìzhào shíyòng xiǎo zìdiǎn « Petit dictionnaire pratique de comparaison entre caractères traditionnels et simplifiés », 汉语大词典出版社 Hànyǔ dà cídiǎn chūbǎnshè « Édition du Grand dictionnaire de la langue chinoise », 1992.
- Stanislas Millot, Dictionnaire des Formes Cursives des Caractères Chinois, publié en 1909, nouvelle édition de l'Institut Ricci de Taipei en 1986, Lexica Numéro 38, version électronique, Y.Goulnik, 2006.

## Calligraphie
- Calligraphie chinoise, initiation, avec Ouyang Jiaojia, Fleurus, 1995, est le plus utilisé par les débutants.
- Calligraphie chinoise en trois styles, par Yu Qilong, Dessain et Tolra, 2004.
- Introduction à la calligraphie chinoise (anonyme), traduit du chinois (titre original Shufa jishu zhishi), Éditions du Centenaire (E 100), Paris, 1983 pour la traduction française, Éditions de l'Éducation de Shanghai, Shanghai, 1979 pour la version originale ;
- Calligraphie, l'art de la calligraphie chinoise (anonyme), livret extrait de la collection « Culture traditionnelle chinoise à Taiwan », 1re édition, éditions Kwang Hwa Publishing Company, Taïpei, 1990 ;
- Roger Darrobers et Xiahong Xiao Planes, Éléments fondamentaux de la phrase chinoise, Éditions You-Feng, Paris, 1998 ;
- Jean-François Billeter, L'art chinois de l'écriture, Skira, Genève, 1989 ;
- Nathalie Monnet, Chine, l'empire du trait. Calligraphie et dessins du Ve au XIXe siècle, éditions de la Bibliothèque nationale de France, Paris, 2004 ;
- Shi Bo, Encres de chine : les maîtres de la calligraphie chinoise, Alternatives, coll. « Calligraphies », 2003.
- SPENS R., ZHENG X., FU W., Pratiquer la calligraphie chinoise <en suivant les traits de Yan Zhenqing>, Ed. You-Feng <c>, Hong Kong, 2005,  (ISBN 2-84279-229-7). Environ 450 caractères calligraphiés.

## Méthodes d'apprentissage
- L'Écriture chinoise, Assimil